# Totani ripieni alla viareggina
I totani ripieni alla viareggina sono un piatto tradizionale della cucina viareggina.

## Preparazione
Pulire bene i totani e rimuovere i tentacoli, che serviranno a preparare il ripieno.
In una terrina, sbattete le uova e aggiungere la mollica di pane bagnata nel latte e ben strizzata, i tentacoli dei totani tagliati a pezzetti, il prezzemolo, il parmigiano grattugiato, sale e pepe.
Riempire i totani con il preparato e chiuderli con stuzzicadenti. 
Preparare uno sfritto di aglio, aggiungere i totani ripieni e due bicchieri di vino bianco. 
Una volta sfumato, aggiungere la polpa di pomodoro. Praticare dei piccoli fori nei totani e lasciar cuocere per 30 minuti.